# Gustav Hoffmann
Gustav W. Hoffmann (14. září 1820 Hradec Králové – 31. ledna 1872 Praha) byl rakouský podnikatel a politik německé národnosti z Čech, v 60. letech 19. století poslanec Českého zemského sněmu.

## Biografie
Působil jako obchodník se střižním zbožím v Praze. V roce 1852 obdržel povolení k obchodování a roku 1855 se stal pražským měšťanem. Byl továrníkem. Od roku 1863 byl členem Vlastenecko-hospodářské společnosti. Patřil mezi členy pražské obchodní a živnostenské komory. Uspěl ve volbách do obchodní a živnostenské komory v Praze (továrnická sekce) v lednu 1862. Tehdy je uváděn jako německý kandidát.
Po obnovení ústavního systému vlády počátkem 60. let se zapojil i do vysoké politiky. V doplňovacích zemských volbách v Čechách v březnu 1862 byl zvolen na Český zemský sněm, kde zastupoval kurii obchodních a živnostenských komor, obvod Praha. Zvolen byl v březnu 1862. Rezignoval před zářím 1866.
Zemřel v lednu 1872 ve věku 51 let. Příčinou smrti bylo Rierenentartung. Tehdy byl uváděn jako likvidátor Buštěhradské dráhy. Bydlel v domě č. 258-2 v Praze.